# GP Horsens
GP Horsens er et endags cykelløb i Danmark, der blev afholdt første gang i 2015. Cykelløbet afholdes i og omkring Horsens og er en del af UCI Europe Tour i kategori 1.1.

## Sejre
| År   | Vinder          | Toer                 | Treer                  |
| ---- | --------------- | -------------------- | ---------------------- |
| 2015 | Alexander Kamp  | Rasmus Guldhammer    | Asbjørn Kragh Andersen |
| 2016 | Alexander Kamp  | Arvid de Kleijn      | Stefan Djurhuus        |
| 2017 | Casper Pedersen | Rasmus Guldhammer    | Torkil Veyhe           |
| 2018 | Herman Dahl     | Steffen Christiansen | Magnus Bak Klaris      |